# Wikipédia em japonês
Wikipédia nipônica (ウィキペディア日本語版, Wikipedia Nihongo-ban) é a edição em língua japonesa da Wikipédia, uma enciclopédia de licença livre e escrita de maneira colaborativa. A Wikipédia foi lançada em 15 de janeiro de 2001 por Jimmy Wales e Larry Sanger e tornou-se a maior e mais popular obra de referência geral na internet. Sua versão em japonês foi lançada em 11 de maio de 2001, e em 2016, superou a marca de um milhão de artigos. É a 13ª Wikipédia em número de artigos.

## História
Lançada em 11 de maio de 2001, a Wikipédia nipônica foi a quarta versão a ser criada, antecedida pela anglicana, catalã e alemã. O seu endereço original era "nihongo.wikipedia.com" e todas as páginas eram escritas com alfabeto latino ou romaji, pois o software não interpretava caracteres japoneses na época. O primeiro artigo foi nomeado "Nihongo no Funimekusu".
A mesma atingiu mil páginas em fevereiro de 2003, dois anos depois da edição em inglês. As revistas Wired News e Slashdot foram as primeiras a publicarem sobre a versão japonesa, o que contribuiu para o significativo crescimento no mesmo ano, atingindo 10 mil artigos em junho e tornando-se a terceira maior edição em número de artigos. Entre abril e dezembro de 2006 foram criados 100 mil novas páginas, totalizando 300 mil.
É desconhecido exatamente quando o Yahoo! News passou a fazer hiperligações aos artigos japoneses, mas a partir de agosto de 2004, dezenas de links levavam à Wikipédia, o que contribui para sua expansão. Em setembro de 2004, recebeu o Prêmio Especial para Criadores na Web, da Associação de Anunciantes do Japão. Esta premiação, normalmente dada a indivíduos com grandes contribuições para a internet, foi concedida a um usuário veterano em nome do projeto.
O número de artigos criados mensalmente continuou a crescer de forma constante, atingindo o pico de 469 em março de 2007. No mesmo mês, atingiu o recorde de 531 mil usuários ativos, 556 desses realizaram mais de cem edições cada. O número de usuários que editaram mais de cinco vezes por mês atingiu o pico de 4.989 em janeiro de 2008.
No entanto, houve uma redução gradual a partir de 2008, devido a queda de editores ativos. Uma das principais características da versão japonesa é que a porcentagem de usuários anônimos entre os editores é alta. Em dezembro de 2007, cerca de 40% das edições eram de usuários não registrados, a porcentagem mais elevada entre as dez principais Wikipédias.
A Wikipédia nipônica atingiu meio milhão de artigos em 25 de junho de 2008. Em agosto de 2012, foram criados 131 artigos, a menor quantidade desde o pico. Em abril de 2013, 4.164 usuários editaram cinco vezes ou mais e 352 editaram cem vezes ou mais, além disso, a versão ocupava a décima colocação em número de artigos e a quinta em número de usuários. No dia 19 de janeiro de 2016, superou um milhão de artigos. Em 2019, era a 13ª maior Wikipédia em termos de artigos e possuía mais de 13 mil usuários em atividade.

## Influência
Andrew Lih escreveu que a influência do 2channel resultou em muitas edições em anonimato. Devido à falta de usuários registrados, os editores japoneses interagem menos com a comunidade internacional e a Wikimedia Foundation do que os editores de outras versões. Lih também afirmou que os nipônicos são menos propensos a se envolver em guerras de edição do que os usuários de idiomas ocidentais.
Jimmy Wales apontou em uma conferência que a Wikipédia japonesa é significativamente dominada por artigos sobre cultura pop do que outras versões e, de acordo com o New York Times, "apenas 20%" dos artigos abordavam outros assuntos. Nobuo Ikeda, acadêmico de políticas públicas e crítico de mídia, argumenta que, ao permitir anônimos, a Wikipédia detém características vistas em fóruns, onde discursos de ódio, ataques pessoais e expressões depreciativas são comuns. Ele também afirma que 90% dos blogs japoneses são anônimos, em comparação com os Estados Unidos, onde 80% se identificam.
Em 2006, Kizu Naoko, um wikipedista japonês, afirmou que na edição nipônica a maioria dos usuários começa como editores de páginas e carregadores de imagens, e que a maioria das pessoas continuam a desempenhar esses papéis. Poucos se candidatam para se tornarem administradores. Kizu disse: "Infelizmente, alguns se candidatam a esse cargo por desejo de poder! E então são surpreendidos quando são rejeitados".

## Cronologia
A lista a seguir mostra os marcos estatísticos da versão (ver milestones na Wikipédia nipônica).
- 11 de maio de 2001: a Wikipédia em japonês é lançada.
- 12 de fevereiro de 2003: Mil artigos criados.
- 23 de março de 2003: 5 000 artigos.
- 15 de junho de 2003: 10 000 artigos.
- 26 de maio de 2004: 50 000 artigos.
- 11 de fevereiro de 2005: 100 mil artigos.
- 9 de abril de 2006: 200 mil artigos.
- 15 de dezembro de 2006: 300 mil artigos.
- 10 de agosto de 2007: 400 mil artigos.
- 25 de junho de 2008: Meio milhão de artigos.
- 8 de julho de 2009: 600 mil artigos.
- 31 de agosto de 2010: 700 mil artigos.
- 3 de abril de 2012: 800 mil artigos.
- 14 de março de 2014: 900 mil artigos.
- 19 de janeiro de 2016: 1 milhão de artigos.
- 22 de março de 2018: 1 100 000 artigos.